# Ladislav Horák
Ladislav Horák (* 19. června 1966 Městec Králové) je český akordeonista a pedagog.

## Biografie
Absolvoval Pražskou konzervatoř a Západočeskou univerzitu v Plzni (prof. Jaroslav Vlach). Během studií se stal vítězem a laureátem mnoha soutěží (Hořovice 1990, C.M.A. 1987-1990). Koncertuje sólově, v komorních souborech i za doprovodu orchestrů. Je propagátorem a prvním interpretem skladeb jak soudobých českých a zahraničních autorů, tak i kompozicí slavného argentinského skladatele Astora Piazzolly.
Založil česko-německý festival Nová hudba na druhou. Od roku 1992 byl pedagogický činný na Pražské konzervatoři.